# Dardo Regules
Dardo Regules (1887 - 1961) fue un abogado, intelectual y político uruguayo, perteneciente a la Unión Cívica del Uruguay.

## Biografía
Egresado de la Universidad de la República como abogado. En 1911 funda el Estudio Guyer y Regules.
Tuvo destacada actuación académica, siendo discípulo de José Enrique Rodó, algunas de cuyas obras prologó; también recibió influencia de Carlos Vaz Ferreira. Además, prologó los Estudios Constitucionales de Pablo Blanco Acevedo.
Milita en la Unión Cívica desde su juventud. Centrado en la adopción de enfoques cristianos y humanistas en el quehacer político, en 1947 convocó una reunión de políticos cristianos en Montevideo, donde se trató el pensamiento de Jacques Maritain.
En 1933 integra la delegación uruguaya ante la Convención de Montevideo, siendo signatario del documento final.
En 1938 se postula a diputado. En 1946 es candidato a Vicepresidente y resulta elegido al Senado, con Juan Vicente Chiarino como suplente. En 1950-1951 fue Ministro del Interior de Luis Batlle Berres. En 1954 y 1958 integra las listas de candidatos al Consejo Nacional de Gobierno.

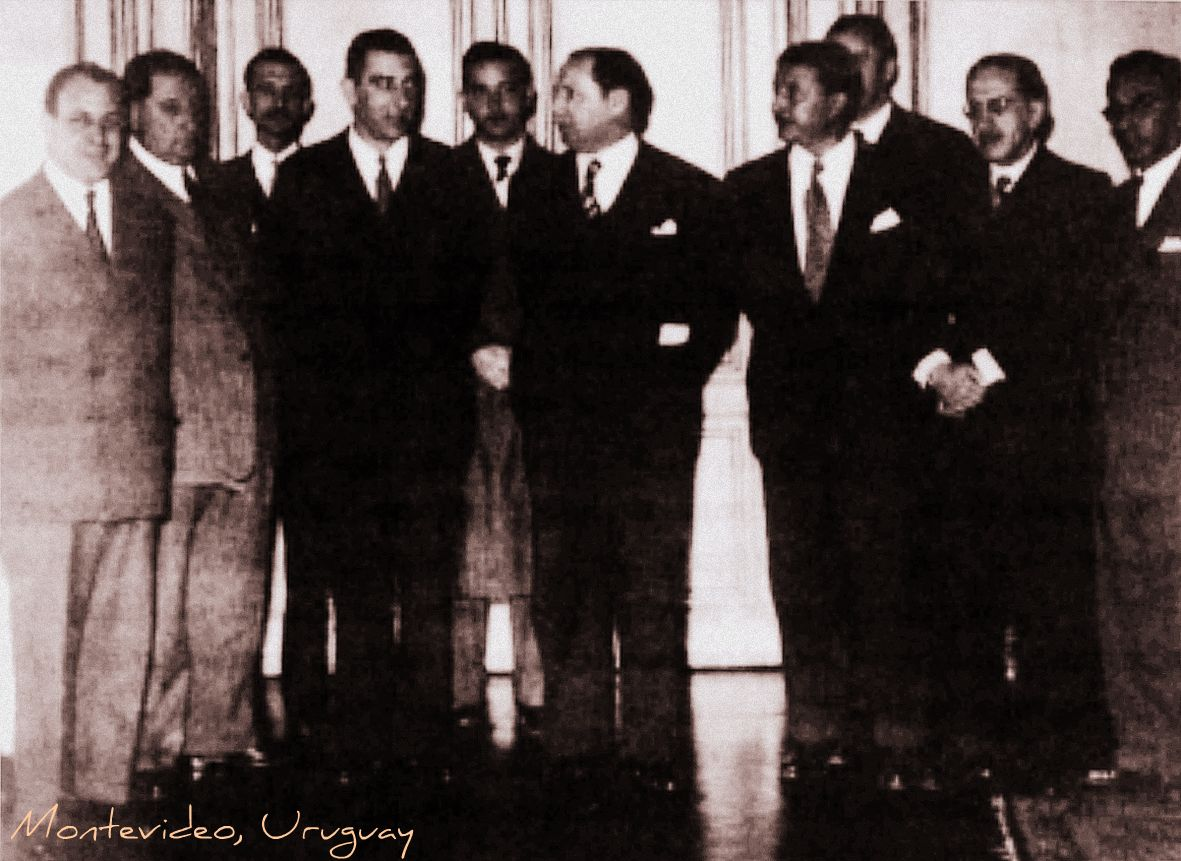
Fundación de la ODCA en 1947.

El 23 de abril de 1947, durante una reunión en Montevideo, Uruguay, a la que asistieron las principales figuras políticas de Argentina, Brasil, Chile y Uruguay que coincidían en la necesidad de crear una organización internacional de demócratas cristianos se fundó la Organización Demócrata Cristiana de América. Representantes de Bolivia y Perú también adhirieron –a través de notas escritas- al nuevo organismo. En el encuentro, fue creada una directiva con la misión de organizar la “sección internacional” del movimiento, integrada por Manuel Vicente Ordóñez, de Argentina;  Trisao de Ataide, de Brasil; Eduardo Frei Montalva, de Chile; y Dardo Regules, de Uruguay. La Declaración de Montevideo, 23 de abril de 1947, fijó como objetivo:

...““fundar un  movimiento supranacional de bases y denominaciones comunes que tiene por finalidad promover, por medio del estudio y la acción, una verdadera democracia política, económica y cultural, sobre el fundamento de los principios del humanismo cristiano, dentro de los métodos de libertad, respeto a la persona humana y desenvolvimiento del espíritu de comunidad y contra los peligros  totalitarios…”. (DECLARACIÓN DE MONTEVIDEO, 23 DE ABRIL DE 1947)

Al final de su vida, apoyó la fundación del Partido Demócrata Cristiano del Uruguay.

## Obras
- Los rumbos de la Segunda Enseñanza (1918)
- Idealidades universitarias (1924)
- La lucha por la justicia y por el derecho (1949)[5]